# Cầu Gồ
Cầu Gồ is een thị trấn en tevens de hoofdplaats in het district Yên Thế, een van de districten in de Vietnamese provincie Bắc Giang. De provincie Bắc Giang ligt in het noordoosten van Vietnam, dat ook wel Vùng Đông Bắc wordt genoemd.
Cầu Gồ is vooral bekend vanwege de Yên Thếopstand in tussen 1884 en 1913. Cầu Gồ is een van de twee thị trấns van de huyện. De andere thị trấn is Bố Hạ.